# 马拉尼昂州
馬拉尼昂州（葡萄牙語：Maranhão，IPA：ma.ɾa.'ɲɐ̃w̃是巴西的一個州，位於東北部大西洋岸。面積331,983平方公里，2005年人口6,109,694人。首府聖路易斯。自2015年1月1日起，该州由巴西共产党执政。
倫索伊斯馬拉年塞斯國家公園即位於此州境內。